# Tôi, Daniel Blake
Tôi, Daniel Blake (tên gốc tiếng Anh: I, Daniel Blake) là phim điện ảnh chính kịch năm 2016 do Ken Loach đạo diễn và Paul Laverty biên kịch. Phim có sự tham gia của Dave Johns trong vai Daniel Blake và Hayley Squires trong vai Katie. Phim đã thắng giải Cành cọ vàng tại Liên hoan phim Cannes 2016, giải Prix du public tại Liên hoan phim Locarno 2016, và giải BAFTA 2017 cho Phim Anh Quốc hay nhất. Phim cùng được gửi tham dự Liên hoan phim quốc tế Hà Nội lần thứ 4 ở chương trình Phim dài toàn cảnh điện ảnh thế giới.

## Diễn viên
- Dave Johns vai Daniel Blake
- Hayley Squires vai Katie
- Dylan McKiernan vai Dylan
- Briana Shann vai Daisy
- Mick Laffey vai Welfare Benefits Advisor
- Harriet Ghost vai Appeal Receptionist

## Sản xuất
Phim ghi hình chính từ tháng 10 năm 2015 tại Newcastle-upon-Tyne và khu vực lân cận. Bộ phim do Rebecca O'Brien sản xuất cho hãng Sixteen Films, Why Not Productions và Wild Bunch, với sự hỗ trợ của Viện phim Anh và BBC Films.

## Giải thưởng
| Giải thưởng           | Ngày trao giải      | Hạng mục      | Nội dung đề cử                                        | Kết quả   | Nguồn |
| --------------------- | ------------------- | ------------- | ----------------------------------------------------- | --------- | ----- |
| Liên hoan phim Cannes | 22 tháng 5 năm 2016 | Cành cọ vàng  | Ken Loach                                             | Đoạt giải |       |
| Liên hoan phim Cannes | 22 tháng 5 năm 2016 | Giải Palm Dog | Ken Loach vì cho thấy một chú chó ba chân tên là Shea | Đoạt giải |       |